# Newcastle (Schiff, 1653)
Die Newcastle war eine mit 44 Geschützen bewaffnete, als Vollschiff getakelte fourth-rate Zweidecker-Fregatte der englischen Royal Navy, die ursprünglich mit Auftrag vom 17. Februar 1652 für die Navy des Commonwealth of England bei Phineas Pett II in Ratcliffe gebaut und dort im Mai 1653 von Stapel gelaufen war. Mit einer Kiellänge von 32,9 Metern und einer Breite von 10,2 Metern hatte sie einen Tiefgang von 4 Metern und verdrängte 631 t. Ihre Bewaffnung wurde bis 1677 auf 54 Kanonen verstärkt. Nach den gängigen Klassifizierungen also war sie eher ein Linienschiff als eine Fregatte.

## Einsätze
Ihren ersten Kampfeinsatz hatte sie 1655 gemeinsam mit 14 weiteren Kriegsschiffen, die im Hafen des nordafrikanischen Porto Farina, tunesisch: Ghar El Melh, erfolgreich die Barbaresken-Korsaren bekämpften. Das Gefecht führte zur Zerstörung der gesamten Piratenflotte und bedeutete für die Newcastle einen ersten Erfolg einer langen Liste von Kriegsschiffen dieses Namens in der Navy. 1657 war sie an Admiral Robert Blakes gewagtem Angriff auf Santa Cruz de Tenerife beteiligt. 1665 kam sie in der Seeschlacht bei Lowestoft und 1666 beim St. James’s Day Fight zum Einsatz. 1673 nahm die Newcastle an der Seeschlacht vor Texel teil. Während der Glorious Revolution (1688) lief die Newcastle, unter dem Kommando von George Churchill (1654–1710), frühzeitig auf die Seite von Wilhelm von Oranien (dem späteren König William III.) gemeinsam mit fast der gesamten Navy über.
Die Newcastle sank vor Spithead im Großen Sturm von 1703 mit zwölf weiteren Schiffen der Navy. Bei ihrem Untergang verloren 229 Mann ihrer Besatzung das Leben; insgesamt verlor die Navy ca. 1500 Seeleute durch diesen Sturm.

## Logbuch
In der Herzog August Bibliothek hat sich das Schiffstagebuch des Marineoffiziers Herzog Christian August von Schleswig-Holstein-Norburg aus seiner Zeit als Kommandant der Newcastle für die Zeit vom 6. April 1677 bis zum 6. Juni 1679 als Manuskript mit dem Titel A Journal kept in y Newcastle fregat whereof I was appointed Comander by His Maj: Commission dated (y 4th of April, vid. Nr. 1, p. 31) y year 1677. erhalten. Der Prinz wird in den Unterlagen der Navy unter dem Anagramm Augustus L’Hostine geführt, während er selbst sein navales Pseudonym als Lostine schreibt. Die zeitgenössische Biographieschreibung der Navy führt ihn unter Gustavus L’Holstein. Das Logbuch stammt aus dem Nachlass der Prinzessin Elisabeth Sophie Marie von Schleswig-Holstein-Norburg, die in zweiter Ehe August Wilhelm heiratete, den späteren Herzog des Fürstentums Braunschweig-Wolfenbüttel.